# 최찬식
최찬식(崔瓚植, 1881년 8월 16일 ~ 1951년 1월 10일)은 대한제국과 일제강점기의 신소설 작가로, 호는 해동초인이다. 종교는 불교다. 경기도 광주시에서 출생하였으며 언론인 최영년의 아들이다.
한성중학에서 신학문을 공부하고 문학에 뜻을 두어, 1907년 상하이에서 발간된 소설집 《설부총서》를 번역하여 한국 현대 소설의 토대가 된 신소설 분야를 개척하였다. 1912년에 발표한 《추월색》을 비롯한 많은 작품을 발표하여 신문학 개척에 공헌하였다. 작품으로 《안(雁)의 성》, 《금강문》, 《춘몽》등이 있다.